# Чарівний голос Джельсоміно
«Чарівний голос Джельсоміно» — український радянський музичний двосерійний художній кінофільм, знятий 1977 року на Одеській кіностудії за мотивами казки Джанні Родарі «Джельсоміно у Країні брехунів».

## Фабула
Рудий Джельсоміно володіє дивовижним голосом, який завдає йому тільки неприємностей: підозрілі сусіди вважають його то чаклуном, то святим. Тоді герой втікає зі свого села.
Блукаючи по світу, юнак потрапляє до Країни Брехунів, владу в якій колись захопили морські розбійники на чолі зі «золотоку́дрим» отаманом Джакомоном. Джакомон заявив народові, що у нього — чарівне золоте волосся, і всі жителі країни, виконуючи наказ самозваного короля, почали все говорити навиворіт: замість «добрий день» — «добраніч», хліб називати чорнилом, в'язницю — пансіонатом, коней — коровами; котам довелося гавкати, собакам — нявкати, а замість справжніх монет  в обіг пустили тільки фальшиві. Навіть художник змушений брехати в своїй творчості, малюючи портрети з трьома носами, шістьма очима і т.д. (при тому сам король і його наближені нових законів не виконували і могли говорити, що їм заманеться).
Разом з новими друзями (Кішкою-Кульгашкою, тітонькою Кукурудзою, її племінницею Ромолеттою і художником Бананіто) Джельсоміно підіймає народ на боротьбу проти узурпатора. Прості городяни, читаючи правдиві написи на стінах (їх потайки залишає Кульгашка), починають частіше називати речі своїми іменами. Король виявляється виведеним на чисту воду: він абсолютно лисий і носить перуку. Не витримавши натиску підданих, що збунтувалися, Джакомон втікає, а його міністри і жандарми постають перед народним судом. Правда перемагає.

## У ролях
- Сергій Крупенніков — Джельсоміно (озвучування і вокал — Сергій Бєліков)
- Володимир Басов — король Джакомон (вокал — Олег Анофрієв)
- Клара Румянова — Кішка-Хромоножка (озвучування)
- Валерій Погорельцев — художник Бананіто (вокал — Ігор Єфремов)
- Євгенія Ханаєва — тітонька Кукурудза (вокал — Жанна Рождественська)
- Лев Перфілов — донощик Калімера (вокал — Олег Анофрієв)
- Люся Жукова — Ромолетта
- Роман Юр'єв-Лунц — лахмітник
- Ілля Рутберг — начальник жандармерії
- Мірза Бабаєв — начальник в'язниці
- Олег Васильков — секретар (у титрах — І. Васильков)
- Актори-ляльководи: Н. Радайкіна, Н. Федунова
- Борис Астанков — військовий міністр уряду короля Джакомона
- Валерій Бассель
- Марія Виноградова — сусідка Джельсоміно
- Андрій Думініка — 1-й міністр
- Віктор Ільченко — батько Джельсоміно
- Роман Карцев — шкільний учитель
- Євген Котов — придворний/редактор газети
- Семен Крупник — продавець
- Володимир Лосєв — міністр Джакомона
- Леонід Маренніков — 1-й «лікар»
- Рудольф Мухін — 2-й «лікар» і тюремник «санаторію»
- Юрій Померанцев — сусід
- Сергій Простяков — третій «лікар»
- Євген Філатов — 2-й міністр
- Варвара Черкесова — бабуся Джельсоміно

та ін.

## Знімальна група
- Автор сценарію: Тамара Лисиціан
- Режисер-постановник: Тамара Лисиціан
- Оператор-постановник: Геннадій Карюк
- Художник-постановник: Євген Галей
- Композитор: Ігор Єфремов
- Текст пісень: Михайло Таніч, Леонід Дербеньов, Ігор Єфремов
- Звукооператори: Віктор Бабушкін, Костянтин Купріянов
- Режисер: В. Зайцева
- Оператор: М. Народицький
- Художник по костюмах: Т. Козлова
- Художник по гриму: Н. Руденко
- Монтаж: Е. Голікової
- Художник-декоратор: Павло Холщевніков
- Майстер світлотехніки: І. Мелехов
- Комбіновані зйомки: 
  - оператор — А. Сидоров
  - художник — Олексій Бокатов
- Редактори: І. Алеєвська, З. Ергалієва
- Пісні виконують: Сергій Бєліков, Олег Анофрієв, Клара Румянова, Жанна Рождественська, Ігор Єфремов
- Директор фільму: Ольга Сеніна